# Alloclubionoides amurensis
Alloclubionoides amurensis is een spinnensoort in de taxonomische indeling van de nachtkaardespinnen (Amaurobiidae).
Het dier behoort tot het geslacht Alloclubionoides. De wetenschappelijke naam van de soort werd voor het eerst geldig gepubliceerd in 1999 door Ovtchinnikov.